# Joan Baptista Vila
Joan Baptista Vila va néixer a finals del segle XVI o principis del segle xvii.Es tractà d'un canonge de la seu barcelonina i oficial eclesiàstic.

## Biografia
El 7 de setembre de 1632 va ser nomenat lector a la cadira de la càtedra d'Instituts. Posteriorment, l'1 d'agost de 1647 va ser elegit com a rector de la Universitat de l'Estudi General càrrec del qual cessà el 31 de juliol de 1649.
Als pocs mesos de ser rector, al mes de novembre, es produïren aldarulls a la Rambla, amb tres estudiants morts de ferida de bala. A més es van registrar, als edificis de Santa Anna i el Col·legi de Cordelles, on es van localitzar diversos estudiants amagats els quals van ser empresonats.
Va morir a finals a la segona meitat del segle xvii.